# Maritiman
Maritiman er et søfartsmuseum i Göteborg, der består af tretten skibe af forskellig slags. De ligger fortøjet ved Packhuskajen i nærheden af Göteborgsoperan. De besøgende har mulighed for at komme ombord på de fleste af skibene, der er forbundet indbyrdes med gangbroer. Blandt andet er det muligt at besøge fyrskibet Fladen, destroyeren HMS Småland og ubåden HMS Nordkaparen.
Baggrunden for museet er, at Göteborg har været en havneby, siden den blev grundlagt i begyndelsen af 1600-tallet. Efter værftskrisen i 1970'erne blev inderhavnen imidlertid tom og øde. Men så tog tanken om et kombineret søfarts- og værftsmuseum form. Museet slog dørene op i 1987. Siden da har en stor del af byens indbyggere og turister besøgt det og fået indblik i den historie, der ligger til grund for nutidens Göteborg. Museet er i dag verdens største flydende søfartsmuseum.
Maritiman er medlem af netværket Sveriges militärhistoriska arv.

## Fartøjer
- Slæbebåden Herkules
- Demonstrationsbåden ESAB IV
- (Fiskekutteren Gunhild), nu skrottet
- Brandskibet Flodsprutan II
- Fyrskibet Fladen, der tidligere lå ved Fladen grund
- Slæbebåden Stormprincess
- Havnefærgen Dan Broström
- Destroyeren HMS Småland (J19)
- Fragtskibet M/S Fryken
- Minelæggeren HMS Kalmarsund (13)
- Monitoren HMS Sölve
- Patruljefartøjet HMS Hugin (P151)
- Ubåden HMS Nordkaparen (Nor)